# Legea numerelor mari
Legea numerelor mari este o teoremă din teoria probabilităților care descrie rezultatele unui experiment repetat de mai multe ori.
Conform acestei legi, rezultatul mediu obținut se apropie tot mai mult de valoarea așteptată, cu cât experimentul se repetă de mai multe ori.
Aceasta se explică prin faptul că abaterile întâmplătoare într-un sens sau altul se compensează reciproc.
Această lege a fost formulată de Jakob Bernoulli și a pus bazele teoriei probabilităților ca știință.

## Formulare matematică
Se studiază apariția unui eveniment A pentru care se efectuează n experimente independente.
Dacă pentru fiecare experiment probabilitatea pentru care are loc A este p, se pune problema prevederii frecvenței relative cu care are loc evenimentul A în aceste experimente.

### Teorema lui Bernoulli
Dacă se efectuează n experimente independente, în fiecare experiment probabilitatea evenimentului A fiind p, cu {\displaystyle \nu \!} notăm numărul de apariții al evenimentului A iar ε>0 este un număr arbitrar de mic, atunci:
{\displaystyle \lim _{n\to \infty }p{\bigg (}{\bigg |}{\frac {\nu }{n}}-p|<\varepsilon {\bigg )}=1.\!}
adică dacă un experiment se repetă de un număr suficient de mare de ori, în condiții identice, atunci frecvența relativă este stabilă, adică variază în jurul probabilității.

Demonstrație
Efectuând cele n experimente, se obțin repartițiile:
{\displaystyle X_{1}\ :{\begin{pmatrix}1&0\\p&q\end{pmatrix}},\;X_{2}\ :{\begin{pmatrix}1&0\\p&q\end{pmatrix}},\ldots ,X_{n}\ :{\begin{pmatrix}1&0\\p&q\end{pmatrix}}.}
unde {\displaystyle p+q=1.\!}
Se aplică rezultatele de la repartiția Bernoulli:
{\displaystyle M(X_{1})=M(X_{2})=\ldots =M(X_{n})=p.\!}
și
{\displaystyle D^{2}(X_{1})=D^{2}(X_{2})=\ldots =D^{2}(X_{n})=p\cdot q.\!}
Cum:
{\displaystyle p\cdot q\leq {\frac {1}{4}}\!}
adică produsul a doi factori de sumă constantă este maxim atunci când factorii sunt egali.
În cazul de față {\displaystyle p+q=1\!} și maximul produsului {\displaystyle p\cdot q\!} se obține pentru {\displaystyle p=q={\frac {1}{2}}.\!}
Se aplică teorema lui Cebîșev variabilelor aleatoare {\displaystyle X_{1},X_{2},\ldots ,X_{n}\ :\!}
{\displaystyle \lim _{n\to \infty }P{\bigg (}{\bigg |}{\frac {X_{1}+X_{2}+\ldots +X_{n}}{n}}-p{\bigg |}<\varepsilon {\bigg )}=1.\!}
deci:
{\displaystyle \lim _{n\to \infty }P{\bigg (}{\bigg |}{\frac {\nu }{n}}-p{\bigg |}<\varepsilon {\bigg )}=1\!}
și aceasta deoarece:
{\displaystyle X_{1}+X_{2}+\ldots +X_{n}=\nu .\!}